# Natalia Zdebskaïa
Natalia Zdebskaïa ou Zdebska est une joueuse d'échecs ukrainienne née le 16 août 1986 à Horlivka.

## Biographie et carrière
Grand maître international féminin depuis 2004, Natalia Zdebskaïa représenta l'Ukraine lors :
- de l'Olympiade d'échecs de 2008, remportant la médaille d'argent par équipe et la médaille d'or individuelle au deuxième échiquier avec six victoires et deux nulles (7 points sur 9, performance Elo de 2 528 points)[1] ;
- du championnat du monde d'échecs par équipes de 2009, remportant la médaille de bronze par équipe et la médaille de bronze individuelle à l'échiquier de réserve ;
- du championnat d'Europe d'échecs des nations de 2009, remportant la médaille de bronze par équipe.